# Olof Celsius
Pour les articles homonymes, voir Celsius.
Olof (ou Olaus ou Olavus en latin) Celsius dit l'Ancien, né le 19 juillet 1670 à Uppsala dans la province d'Uppland en Suède et mort le 24 juin 1756 dans la même ville, est un botaniste, théologien et orientaliste suédois.

## Biographie

### Jeunesse
Olof Celsius est né le 19 juillet 1670 à Uppsala. Il est le fils de l'astronome Magnus Celsius (1621-1679). Il étudie sporadiquement à l'université d'Uppsala, car il a souvent des difficultés économiques. Il ne peut obtenir son diplôme que grâce au soutien généreux du roi Charles XI. 

### Carrière universitaire et religieuse
Après un voyage d'étude en Europe, il devient maître de conférence à l'université d'Uppsala en 1699, puis professeur de langue grecque en 1703. En 1706, il est ordonné prêtre, ce qui lui permet d'obtenir une prébende, une pratique usuelle pour les professeurs à cette époque. En 1715, il est nommé professeur d'études orientales, puis obtient son doctorat en théologie en 1719. En 1727, il devient professeur de théologie évangélique et, à partir de 1736, prêtre de la cathédrale d'Uppsala, tout en gardant son poste de professeur. Entre 1711 et 1746, il est par ailleurs recteur de l'université à sept reprises.
Celsius est le premier professeur et le protecteur de Carl von Linné (1707-1778), qui en reconnaissance a donné à un genre de plantes de la famille des Scrophulariaceae le nom de Celsia. Il est aussi connu comme le fondateur de la bryologie suédoise.
Il est membre de la Société royale des sciences d'Uppsala dès 1726 et membre fondateur de l'Académie royale des sciences de Suède en 1739. 

### Recherches
Le principal domaine de recherche d'Olof Celsius est les études orientales. Il est alors considéré comme le plus doué des philologues suédois et publie de nombreuses études sur l'histoire et la culture du judaïsme ancien. 
En outre, il s'intéresse également à l'histoire et à la topographie de la Suède. Comme son père, il se consacre intensivement à l'interprétation des runes et développe le travail de son père. Il est l'un des plus sévères critiques d'Olof Rudbeck l'Ancien, qui interprète les runes dans un style 
En Europe, il est avant tout connu pour ses recherches sur les plantes mentionnées dans la Bible. Il publie à ce sujet le Hierobotanicon en 1745-1747. Le roi lui fait faire plusieurs voyages dans les principaux états de l'Europe, pour déterminer les plantes citées dans la Bible.
Il rassemble également une vaste collection de mousses et les décrit, travail qui constitue une source d'inspiration pour Carl von Linné. 

## Famille
Olof Celsius l'Ancien est le père de l'évêque Olof Celsius le Jeune (1716-1794) et l'oncle paternel de l'astronome Anders Celsius (1701-1744).

## Œuvres
- 17 Dissertations réunies sous le titre: Hierobotanicon, Uppsala, 1745 et 1747
- le Catalogue des plantes des environs d'Upsal, 1732 et 1740
- plusieurs Dissertations sur la théologie, l'histoire et les antiquités.